# 둠 제너레이션
《둠 제너레이션》(영어: The Doom Generation)은 1995년 개봉한 블랙 코미디, 스릴러 영화이다. 그레그 아라키가 감독과 각본을 맡았다. 영화 《완전히 엿먹은》과 《어디에도 없는 영화》와 함께 아라키 감독의 "10대 아포칼립스 3부작" 중 하나로, 그 중 두 번째로 공개된 작품이다.

## 출연

### 주연
- 제임스 듀발
- 로즈 맥고완

### 조연
- 조나단 스캐치
- 크레스 윌리엄스
- 더스틴 응유엔
- 마거릿 조

## 기타
- 공동제작: 이브 마리온
- 미술: 테레즈 드프레즈
- 배역: 조세프 미들톤